# Pont de Saint-Ouen-les-Docks
Le pont de Saint-Ouen-les-Docks, appelé plus communément pont de Saint-Ouen-sur-Seine, part du quai du Moulin-de-Cage et du quai des Grésillons à Gennevilliers, dans l'alignement de l'avenue Louis-Roche. Il traverse L'Île-Saint-Denis par le  boulevard Marcel-Paul et rejoint Saint-Ouen-sur-Seine entre le quai de Seine et le quai de Saint-Ouen, en débouchant sur la rue du Landy et la rue Albert-Dhalenne.

## Historique
Le premier pont, appelé pont Vernier, fut construit en 1856. La portée de ses deux arches de fonte posée sur des piles de pierre était de 55 mètres de longueur.
À cette occasion, le peintre Auguste de Châtillon, dans sa brochure poëtique de 1857 intitulée Promenade à l’île Saint-Ouen-Saint-Denis, en exprime son admiration teintée de nostalgie:
« De Saint-Ouen, pour traverser l’eau

 On ne se rendait qu’en bateau ;

 Depuis, le pont Vernier existe !

 — C’est monumental mais c’est triste.

 Et pour moi, peintre, c’est moins beau.

 ...

 Malgré l’éclat du pont nouveau,

 Je préfère l’ancien bateau. »
On en déduit que ce pont était le premier à cet emplacement, car il remplaçait un bac. Il est hélas détruit pendant la guerre de 1871. Il est ensuite réparé ou reconstruit sous sa forme actuelle en 1873, puis complété par un second pont.
En décembre 2013, un accès au grand Parc des Docks de Saint-Ouen y est créé.

## Description
C'est un pont en arc avec tablier supérieur, construit en acier. Il comporte trois voies de circulation sur la partie entre Gennevilliers et L'Île-Saint-Denis, deux voies et deux bandes cyclables latérales sur la partie de L'Île-Saint-Denis à Saint-Ouen.

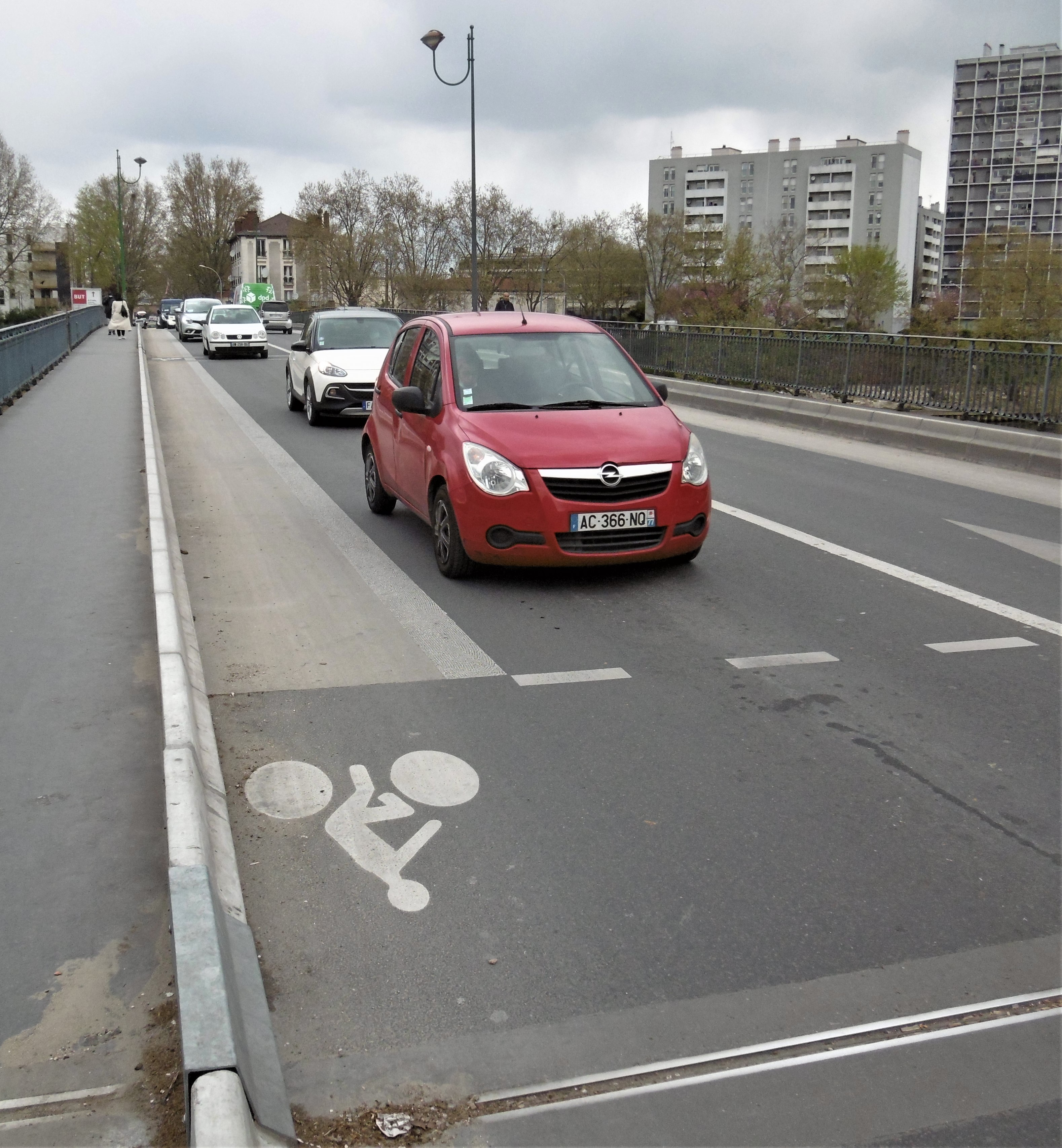
Pont de Saint-Ouen de Saint-Ouen à L'Île-Saint-Denis.
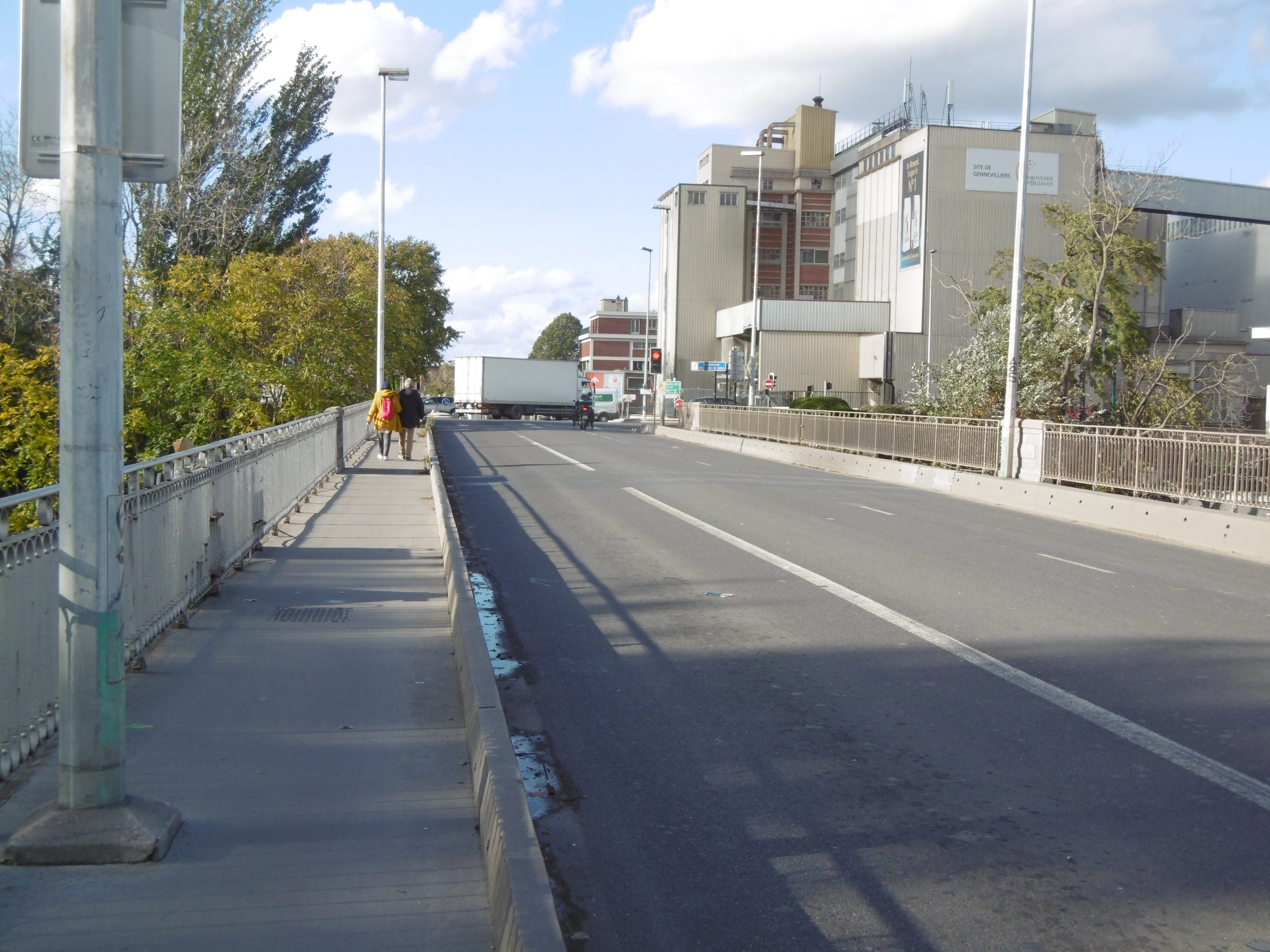
Pont de Saint-Ouen vers Gennevilliers.